# 연성운수
연성운수는 서울특별시 동작구 상도동, 봉천동, 노량진동 일대에서 마을버스를 운행하는 버스 회사이다.

## 연혁
- 1997년 5월 1일 : 회사 설립
- 일자미상 : 연성교통으로 사명변경.
- 2018년 3월: 연성운수로 사명변경.

## 운행 노선
- ● 동작13번: 봉현초교 ↔ 대방역 (구 동작마을 3-2번)

## 보유 차량
전 차량이 현대자동차의 차종으로 운행한다.
- 그린시티
- 뉴 카운티
- 카운티 뉴 브리즈